# عمارة بن شهاب
عمارة بن شهاب الثوري (260 هـ 360 هـ - 821 - 918) ، قيل بأن له صحبة، وذكره الطبراني وقال: كانت له هجرة، واستعمله الإمام عليّ بن أبي طالب على الكوفة، واستدركه ابن فتحون.
قال الطبري: (وأما عمارة فأقبل حتى إذا كان بزبالة لقيه طليحة بن خويلد، وقد كان حين بلغهم خبر عثمان خرج يدعو إلى الطلب بدمه ويقول: لهفي على أمر لم يسبقني ولم أدركه! (يا ليتني فيها جذع ... أكر فيها وأضع) فخرج حين رجع القعقاع من إغاثة عثمان فيمن أجابه حتى دخل الكوفة، فطلع عليه عمارة قادما على الكوفة، فقال له: ارجع فإن القوم لا يريدون بأميرهم بدلا، وإن أبيت ضربت عنقك فرجع عمارة وهو يقول: احذر الخطر ما يماسك، الشر خير من شر منه؛ فرجع إلى علي بالخبر وغلب على عمارة بن شهاب هذا المثل من لدن اعتاصت عليه الأمور إلى أن مات).
وقال أبو الفداء عماد الدين: (ثم دخلت سنة ست وثلاثين فيها أرسل علي إِلى البلاد عماله، فبعث إِلى الكوفة ‌عمارة ‌بن ‌شهاب، وكان من المهاجرين).
وقال ابن كثير: (وأما ‌عمارة ‌بن ‌شهاب المبعوث أميراً على الكوفة فصده عنها طليحة بن خويلد غضبا لعثمان، فرجع إلى علي فأخبره).